# MTA New York City Transit
MTA New York City Transit ( også kendt som New York City Transit Authority, NYCTA, Transit, NYCT for New York City Transit eller simpelthen TA for Transit Authority) er et offentligt firma i den amerikanske stat New York der driver offentlig transport i New York City. NYCTA håndterer dagligt 7 millioner rejser, som en stor partner i Metropolitan Transportation Authority, som er det travleste og største transportsystem i Nordmerika. NYCTA driver de følgende systemer:
- New York City Subway, et metrosystem der kører i alle fem boroughs undtagen Staten Island
- Staten Island Railway, en metro linje i Staten Island (drevee af Staten Island Rapid Transit Operating Authority, som er et NYCTA datterselskab)
- Et bus netværk der servicerer alle fem boroughs

## Betaling og priser
pr. 2007 er betalingen for en lokal tur $2, en stigning fra $1,50 den 4. maj 2003. Ekspresbusser koster $5. MetroCard er det primære betalingsmiddel, det er et magnetisk kort der kan købes på ethvert beløb mellem $4 til $80. Der gives 20 procent bonus for et MetroCard købt på elle over $10 (eksempel: $10 køb = $12 Metrocard). 1-dagskort (Fun Pass) koster $7, ugekort $24 og 30 dage $76. Den berømte polet blev udfaste i 2003 og er nu et samleobjekt

## Eksterne links
- New York City Transit: official site Arkiveret 15. december 2007 hos  Wayback Machine
- nycsubway.org: New York City Subway Resources
- Transport Workers Union Local 100